# Стара зграда Генералштаба
Зграда генералштаба или Камена палата или Баумгартенова палата се налази у Србији, у Београду у улици Кнеза Милоша 33. Зграда се од 1984. године налази под заштитом државе и представља непокретно културно добро као споменик културе од великог значаја.
Саграђена је у периоду од 1924. до 1928. године према пројекту архитекте, руског емигранта, Василија Вилхелма Баумгартена. Ова изузетно монументална и декоративна зграда представља један од најбољих примера јавних грађевина подигнутих у Београду између два светска рата у духу академизма. У њој је било седиште Генералштаба војске Краљевине Југославије. После Другог светског рата за време постојања СФРЈ у њој је било седиште Генералштаба Југословенске народне армије.

## Историја
Период између два рата у Београду обележило је подизање великог броја приватних и јавних зграда. У читавом овом периоду оне су решаване по академском концепту, као монументалне грађевине са симетричном шемом основе, са применом високих стубова и пиластера и других елемената који представљају реминисценцију на историјске стилове, пре свега класицизам. У Европи краја 19. века архитектура историјских стилова, која је још средином века завладала европским градитељством, је доживела свој преображај који се огледао у слободнијој примени ових стилова. И у Европи, а и код нас, значајну улогу у пропагирању архитектуре историјских стилова имале су државне институције и имућни инвеститори, који су уз помоћ ове монументалне и декоративне архитектуре додатно истицали своју моћ и друштвени положај, те су државне и јавне грађевине углавном и грађене у овом стилу који је постао званичан. Техничке високе школе и Академије европских центара су допринеле томе да буде уобличена, а потом и озваничена, као државни стил, академска архитектура која је почивала на еклектицизму. Тако су одређене врсте јавних грађевина пратиле одређени образац архитектонског склопа и пратиле уходану схему и само појединци су успевали да остваре помак у креативном и сваком другом смислу.
Управо у периоду између два рата, Београд почиње интензивно да се гради и шири. Монументална архитектонска остварења су представљала потврду и својеврсну материјализацију нове друштвене стварности настале након проглашења Краљевине. После Првог светског рата у Београду је концентрација државне управе учинила да он постане политички и административни центар целе Краљевине Срба, Хрвата и Словенаца. Једна за другом, ницале су зграде државних министарстава у улици Кнеза Милоша и свака наредна је била већа и скупља од претходне.
Када је изграђена, била је једна од најмодернијих зграда у Европи у односу на слична здања намењених за седиште војне команде. Камена палата је 1937. године проглашена за најлепшу зграду у Београду. Ова палата данас представља значајан културно-историјски споменик. Палата се простире на 9.543 m2 корисне површине. У палати се налази једна од најрепрезентативнијих сала у Србији, чувена Велика ратна сала, која се налази на међуспрату палате, у соби под бројем 49. У тој сали доносиле су се важне државне одлуке, организовани свечани војни балови и заседале Владе. Ентеријер Велике ратне сале представља аутентично ремек-дело, има велелепне паластре, стубове, изнад којих је смештена галерија са лучним отворима, где је некада, по потреби, стајао хор.
Камена палата тј. Зграда Генералштаба југословенске краљевске војске је била једна од ретких зграда коју Немци у априлском бомбардовању Београда 1941. године нису погодили, иако је једна од бомби у првом таласу бомбардовања престонице пала само неколико метара од ње, на некадашњу зграду Министарства рата.

## Аутор
Зграда старог генералштаба у време када је подигнута била је једна од најмонументалнијих и најскупљих грађевина. У техничком смислу, ова зграда је беспрекорно изведена. Аутор овог објекта, Василиј Баумгартен, остварио је и низ других значајних дела, нарочито у периоду између средине двадесетих и средине тридесетих година. Поред зграде Генералштаба која остаје његово кључно дело, изградио је и објекат Руског дома у Улици краљице Наталије, палату Официрског дома у Скопљу (порушену у земљотресу 1963. године) и зграду Официрског дома у Битољу.

## Архитектура

### Фасаде
Фасаде су чврсто компоноване и истакнуте ритмичким низом стубова са коринтским капителима, удвојених на угаоним ризалитима. Ови стубови заузимају три спратне висине и носе масивни архитрав који тече дуж свих фасада и знатно испада из њихове равни.
На угаоним ризалитима изнад архитравног венца постављене су декоративне структуре у пуној пластици које представљају ратнике и сцене из ратничког живота. Групе су по правилу двочлане и представљају: борбу ратника, ратника и рањеника, који убија жену и себе и стрелца и ратника са мачем. Свака је група три пута поновљена, па су скупине од по четири групе постављене над угаоним ризалитима на сва три угла видљивих фасада. Аутор ових скулптура је архитекта Иван Рик. Добар познавалац античке скулптуре класичног периода, Рик је израдио нацрте у којима су тематика, покрет, одећа и оружје тачно и верно интерпретирани. Ове скулптуре се могу сврстати у боља остварења декоративне пластике на фасадама зграда у Београду. На обради богато украшених фасада архитектонским елементима радила је радионица Ивана Ваника и Милана Духача.

### Ентеријер
Ентеријер зграде Генералштаба је веома богато и са пажњом декорисан. У обради подова, зидова и таваница употребљени су разноврсни материјали и декоративни елементи који углавном воде порекло из епохе антике и ренесансе. Може се рећи да је ентеријер стилски најближи руском ампир стилу, владајућем у уметничким круговима у првој половини 19. века. Иако је зграда Старог Генералштаба пројектована више од сто година касније, у обради њеног ентеријера ови утицаји су више него очигледни. Претпоставка је да се аутор Василиј Баумгартен инспирисао неком палатом или јавним објектом царске Русије, земље свог порекла.
Улаз, вестибил и свечана сала су најбогатије декорисани. Централно степениште у улазу је фланкирано парапетима из којих се уздиже по два удвојена стуба који носе касетирану таваницу. Касете су испуњене цветним розетама.
Таваница у подужном ходнику украшена је штуко и сликаном декорацијом са мотивима преузетим из ренесансног декоративног програма, таваница над свечаним двокраким степеништем украшена је медаљонима и орнаментима флоралног порекла. Централни декоративни мотив улазног дела је монументална композиција улазних врата у свечаној сали. Овај улаз је обрађен двоструким стубовима у чланковито састављеном грубо тесаном камену са тимпаноном над којим је постављена фигурална композиција у високом рељефу, а представља Самсона и лава. Композицију Самсон и лав израдио је Владимир Загородњук, аутор декоративне скулптуре и на многим другим објектима у Београду. Композиција Самсон и лав персонификују снагу и борбу. Она је тематски прикладна у том простору. Формално је преузета из вртне архитектуре касноренесансних вила и у ентеријеру неспретно употребљена.

### Сала ратника
Свечана сала – „Сала ратника“ има бочно постављене прозоре, међу којима је низ ритмично распоређених стубаца са коринским капителима који носе архитравни венац. Над венцем су постављена ратничка попрсја, нага и у панциру. Таваница свечане сале декорисана је медаљонима са флоралним елементима, слично плафону у вестибилу.
Над улазним вратима у свечану салу постављен је картуш са војничким инсигнацијама који носи две женске фигуре. Целокупну унутрашњу декорацију зграде извела је радионица Спасе Петровића. Веома богата декорација и употреба луксузних материјала сведоче о великој пажњи посвећеној обради и уређењу «Сале ратика» која спада у најлепше изведене сале у Београду свога времена.
После Другог светског рата извршена су неприкладна бојења штуко и сликарске декорације. Ови радови допринели су још нападнијем изгледу декоративног ентеријера. Завод за заштиту споменика културе града Београда урадио је пројекат рестаурације фасада, пројекат конзерваторско-рестаураторских радова у ентеријеру Сале ратника, као и конзерваторски надзор током извођења радова 2009. и 2010. године.

## Занимљивости
У великом ходнику палате, изнад самог улаза у Велику ратну салу смештена је скулптура „Самсон убија лава“ руског вајара Загардњиха. Мотив лава, иначе, веома је присутан у овом војном здању. У Великој ратној сали налази се столица ручне израде, са „лављим шапама“ на држачима, на којој је седео војвода Живојин Мишић. У палати, по таваницама, могу се видети гипсани грбови војске СЦГ, из доба краљевине и грбови из доба СФРЈ.
Камена палата је затворена је за ширу јавност.

## Обнова
Године 2008. почела је обнова фасаде на палати и трајала је две године. Сама обнова фасаде коштала је око 2,2 милиона евра, што представља једно од најскупљих реновирања фасаде у Београду. Обновом фасаде уклоњени су трагови бомбардовања за време НАТО агресије на СРЈ.